# レッドバック・ネットワークス
レッドバック・ネットワークス（英: Redback Networks）は、かつて存在したアメリカの通信機器メーカー。インターネットサービスプロバイダーがブロードバンドサービスを管理するためのハードウェアとソフトウェアを提供していた。
2007年1月に同社はスウェーデンの通信機器メーカーのエリクソンに買収された。